# Vello facial

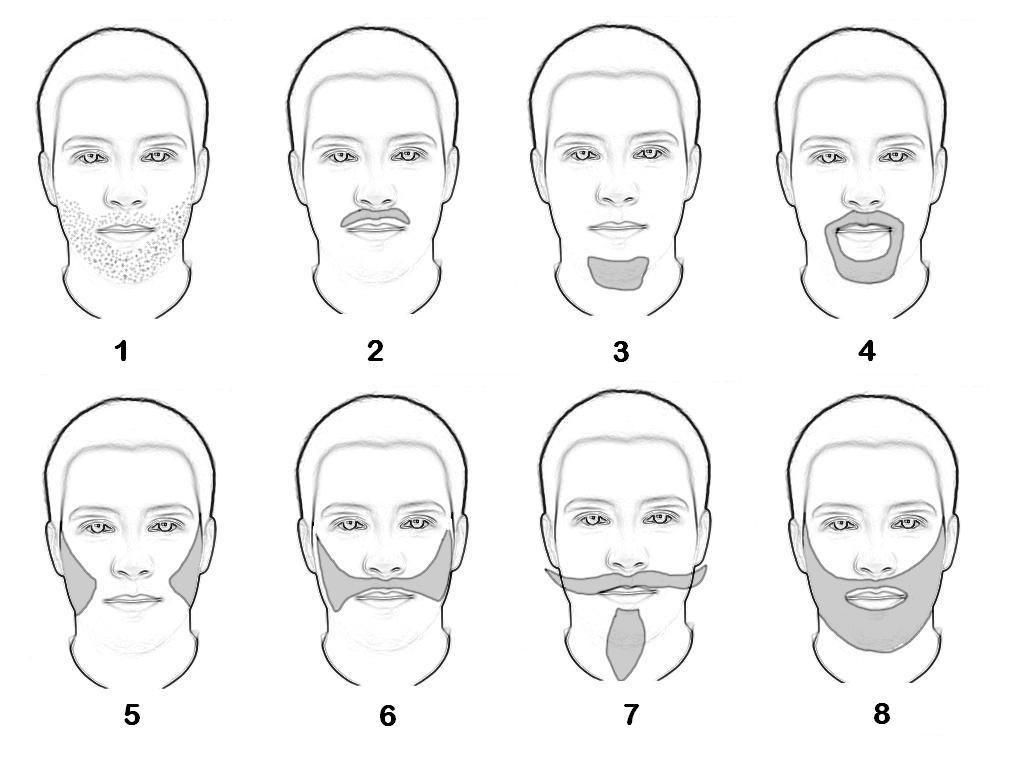
Áreas comunes donde se encuentra el vello facial.

El vello facial (también conocido como barba) es uno de los caracteres sexuales secundarios, es decir, una de las características físicas que diferencian a hombres y mujeres.
El vello facial es más común en el área del bigote, las sienes, la barbilla y, a veces, en las mejillas. Generalmente es genético y, en pocos casos, puede estar relacionado con trastornos hormonales.
El crecimiento del vello facial suele comenzar en los últimos años de la adolescencia, la adolescencia tardía. La edad en la que se experimenta este crecimiento, es entre los 17-20 años de edad, sin embargo esta edad puede variar según cuando se entró en la pubertad, así como algunos otros factores. El crecimiento de vello facial, suele comenzar cuando inicia la síntesis del metabolito dihidrotestosterona, una variante del andrógeno testosterona que a diferencia de este último, es capaz de estimular los folículos pilosos faciales.
Las mujeres son también capaces de desarrollar vello facial, especialmente después de la menopausia, aunque generalmente es mucho menos que en los hombres.
La presencia de vello facial en los hombres generalmente se asocia culturalmente con sabiduría.

## Adolescencia masculina
El vello facial en los hombres no siempre aparece en un orden específico durante la adolescencia y varía de un individuo a otro, pero puede seguir este proceso:
- El primer vello facial en aparecer tiende a crecer en las esquinas del labio superior,
- Después se extiende para formar un bigote arriba de todo el labio superior,
- Esto es seguido por la aparición de vello en la parte superior de las mejillas y el área bajo el labio inferior,
- Finalmente se distribuye hacia los lados y el borde inferior de la barbilla y el resto de la parte inferior de la cara para formar una barba completa.[6]
- A pesar de que este orden es comúnmente visto, puede variar ampliamente, pudiendo comenzar el crecimiento del vello desde la barbilla hacia arriba, hasta las patillas.